# Meguro, Tokyo
Meguro (目黒区 (Mục Hắc khu) Meguro-ku) là một trong 23 khu đặc biệt của Tokyo. Đây là nơi đặt trụ sở của nhiều đại sứ quán và lãnh sự quán nước ngoài.
Tính đến năm 2010, khu này có dân số ước tính 268.615 và mật độ 18.270 người/km². Tổng diện tích 14.70 km².

## Địa lý
Có 4 đặc biệt khu xung quanh Meguro là Shibuya (phía đông bắc), Setagaya (phía tây), Ōta (ở phía nam) và Shinagawa (ở phía đông nam).

### Quận

#### Vùng Meguro
| Aobadai Ōhashi Kamimeguro Gohongi Komaba Shimomeguro | Nakachō Nakameguro Higashiyama Mita Meguro Yūtenji |

#### Vùng Hibusuma
| Ōokayama Kakinokizaka Jiyūgaoka Senzoku Tairamachi Takaban Chūōchō Nakane | Haramachi Higashigaoka Himonya Midorigaoka Minami Megurohonchō Yakumo |

## Văn hóa
Bảo tàng nghệ thuật Meguro, Tokyo

## Người nổi tiếng
- Fujita Yumiko: diễn viên
- Inoue Waka: người mẫu, diễn viên
- Izumiya Shigeru: ca sĩ dân gian, dẫn chương trình

### Đáng chú ý
- Kimura Takuya: ca sĩ, diễn viên trong nhóm thần tượng nam SMAP
- Kudo Shizuka: ca sĩ nổi tiếng, vợ Kimura Takuya
- Kuwata Keisuke: ca sĩ, Southern All Stars
- Ōyama Nobuyo: lồng tiếng nhân vật hoạt hình Đôrêmon